# Rychely Cantanhede de Oliveira
Rychely Cantanhede de Oliveira (født 6. august 1987) er en brasiliansk fodboldspiller.